# Peachland (Caroline du Nord)
Pour les articles homonymes, voir Peachland.
Peachland est une ville américaine située dans le comté d'Anson en Caroline du Nord. En 2010, sa population est de 437 habitants.

## Source de la traduction
- (en) Cet article est partiellement ou en totalité issu de l’article de Wikipédia en anglais intitulé « Peachland, North Carolina » (voir la liste des auteurs).